# Aucklandella machimia
Aucklandella machimia là một loài tò vò trong họ Ichneumonidae.